# بيان تلبيس الجهمية
بيان تلبيس الجهمية في تأسيس بدعهم الكلامية أو نقض التأسيس هو كتاب لابن تيمية ردَّ فيه على كتاب تأسيس التقديس لفخر الدين الرازي، وقد حرَّرَ الكثير من المسائل فيه.
وقال تلميذه النجيب ابن قيم الجوزية مادحًا الكتاب في نونينه:
| ” | وكذلك التأسيس أصبح (نقضه) أعجوبة للعالم الرباني | “ |

## موضوع الكتاب
يدور الكتاب على نقض كلام فخر الدين الرازي في تأسيس التقديس ، منه تأويل بعض الصفات الإلهية مثل الاستواء، و يقول شيخ الإسلام من الكتاب مثلا :
| ” | من شبه الله بخلقه فقد كفر، ومن جحد ما وصف الله به نفسه فقد كفر، فليس ما وصف الله به نفسه تشبيهًا | “ |

| ” | المعطل يعبد عدمًا، والمشبه يعبد صنمًا | “ |

ويؤكد عذر أصحاب هذه العقائد لجهلهم فيقول «لو وافقتكم لكنت كافرًا – مريدًا لعلمي بأن هذا كفر مبين - وأنتم لا تكفرون لأنكم من أهل الجهل بحقائق الدين»
ثم يبين أن الكتاب هو للرد على الرازي «ها نحن نذكر ما ذكره أبو عبد الله الرازي في كتابه الذي سماه تأسيس التقديس وضمنه الرد على مثبتي الصفات، القائلين بالعلو على العرش وبالصفات الخبرية الواردة في الأحاديث والآيات»
ونقل عن عدد من العلماء مناظرتهم للجهمية بخصوص إثبات العلو الحسي لله وممن نقل عنهم عبد العزيز الكناني صاحب كتاب الحيدة والاعتذار من كتاب له (مفقود) هو الرد على الزنادقة الجهمية:
| بيان تلبيس الجهمية | إن الله لا يجري عليه كيف، وقد أخبرنا انه استوى على العرش، ولم يخبرنا كيف استوى، فوجب على المؤمنين أن يصدقوا ربهم باستوائه على العرش، وحرّم عليهم أن يصفوا كيف استوى، لأنه لم يخبرهم كيف ذلك، ولم تره العيون في الدنيا فتصفه بما رأت، وحرم عليهم أن يقولوا من حيث لا يعلمون، فآمنوا بخبره عن الاستواء ثم ردوا علم كيف استواؤه إلى الله. | بيان تلبيس الجهمية |

## جهمية أم أشاعرة
الجهمية فرقة عقدية تنتسب إلى الجهم بن صفوان من مذهبهم نفي الصفات الإلهية، و يقولون ب الإرجاء أي إخراج العمل من حقيقة الإيمان في الشريعة و يقولون أن الإيمان هو مجرد معرفة الله ، والجبرية لأنهم يقولون أن عباد الله مثل المرتعش من البرد ليس لهم أي إرادة أو تأثير ، ونفي رؤية الله، وإنكار بقاء الجنة والنار، تبع لعقائد أفلوطينية .
ولكن ينسب السلفية المعاصرة و الأثريين مثل شيخ الإسلام الأشاعرة والماتريدية و المعتزلة إلى هذه الفرقة رغم تكفيرهم للجهمية ، لأنهم موافقين لهم في أصول و نتائج ، ونسبة الأشاعرة إلى الجهمية نجدها في كتب الحنابلة مثل الموفق بن قدامة رحمه الله ، و الخلاف بين الأشاعرة وبين الحنابلة و أهل الحديث و السلفية المعاصرة على إثبات بعض الصفات و مسائل أخري ؛ وهم لا يختلفون علي إثبات الصفات كالعلم والقدرة والحياة، الخلاف بينهم في إثبات أمور مثل الاستواء واليد والوجه و القدم و النزول ، يتأولها الأشاعرة لأن "ظواهر" النصوص مخالفة لأدلة عقلية قطعية تمنع ما يصطلحون عليه بحلول الحوادث أي قيام الله بأفعال جديدة ، و التحيز و الجسمية، يرد شيخ الإسلام ابن تيمية في مؤلفه على ما كتبه أحد اعلام الأشاعرة المتأخرين و من أهمهم علي الإطلاق ، وهو فخر الدين الرازي في كتابه تأسيس التقديس، يتعرض في رده لمجمل كتاب الإمام الرازي في أمور العلو و الصفات الخبرية و غير ذلك .

## وصلات خارجية
تحميل الكتاب